# Grámosz (település)
Grámosz (görögül: Γράμος; arománul: Gramosta)  egy hegyi falu és egykori község Kasztoriában, Macedónia tartományban, Görögországban. A 2011-es önkormányzati reform óta önkormányzati egységként a Nestório település része. Az önkormányzati egység területe 59 422 km2..
A népessége 18 fő (2011). A falu egy tradicionális aromán település, amely a délre fekvő Grámosz-hegyről kapta a nevét. Nagyon közel fekszik az albán határhoz. Az Aliakmonas folyó forrása Grámosz közelében található. A 2001-es görög népszámláláskor 28 lakosa volt, a legkisebb lakosságú görögországi települések közé tartozott. Görögország legritkábban lakott közössége, települése, 0,47 lakos/km2. Egy kis út köti össze Grámoszt Nestórióval, 20 km-re keletre. A Gistova-tóhoz a legközelebb eső falu.

## Története
A nagyobb település feltételezések szerint kisebbek összevonásával jött létre a 17. század folyamán. Lakói nomád állattenyésztéssel és kézművességgel foglalkoztak. Több kézművese is volt, míg a 17. században ikonfestőiről volt híres. A falu gazdaságának fejlődése a 18. század végén és a 19. század elején a csordák és az emberek túlnépesedéséhez vezetett. 1756-tól görög iskola működött a faluban.
A falut 1760. augusztus tizenötödikén megtámadták, így a lakók elhagyták a falut, és Macedónia más területein kerestek menedéket. A falu nem volt sokáig elhagyatott, a 19. század elején Ali pasa támadásával is szembe kellett néznie, amikor ismét más területekre költözött lakosság. A macedón háború idején (1904 és 1908 között) román iskola működött a faluban.
A két világháború közötti időszakban mintegy 300-an éltek a faluban. A görög polgárháború befejezése után a falu teljesen elpusztult. A korábbi évtizedekben a település teljesen kihalt volt, de az utóbbi években elkezdődött turisztikai hasznosítása.

## Fordítás
- Ez a szócikk részben vagy egészben  a   Gramos, Greece című angol Wikipédia-szócikk ezen változatának fordításán alapul.  Az eredeti cikk szerkesztőit annak laptörténete sorolja fel. Ez a jelzés csupán a megfogalmazás eredetét és a szerzői jogokat jelzi, nem szolgál a cikkben szereplő információk forrásmegjelöléseként.
- Ez a szócikk részben vagy egészben  a(z)   Γράμος Καστοριάς című görög Wikipédia-szócikk ezen változatának fordításán alapul.  Az eredeti cikk szerkesztőit annak laptörténete sorolja fel. Ez a jelzés csupán a megfogalmazás eredetét és a szerzői jogokat jelzi, nem szolgál a cikkben szereplő információk forrásmegjelöléseként.